# Manfred Baumann
Manfred Baumann, né le 1er mars 1968 à Vienne, est un photographe autrichien. 
Il s'occupe principalement de la photographie de portrait, de paysage et de nu.

## Biographie
Baumann a grandi dans le quartier viennois de Hietzing, où il est également allé à l'école. Après avoir terminé ses études secondaires, il a commencé son apprentissage à 16 ans dans la société de commerce viennoise Julius Meinl et y a également occupé le poste de directeur de succursale pendant un an. En 1995, il s'installe au Canada pour travailler en tant que photographe. Après deux ans, il doit retourner à Vienne, où il continue à travailler en tant que photographe indépendant. Son grand-père, qui a lui-même travaillé comme photographe, est l'une de ses plus grandes sources d'inspiration. C'est également lui qui a soutenu son talent en lui offrant son premier appareil photo, une Praktica.

### Photographie
En 2002, il commence à photographier des personnalités. En 2005, il réussit à organiser un tournage avec Roger Moore avec l'aide d'un ami. Par la suite, il photographie Toni Garrn, Kirk Douglas, Paul Anka, Tony Curtis, David Hasselhoff, John Malkovich, William Shatner, Don Johnson, Jack Black et Bruce Willis.
En 2013, il coopère avec la National Geographic Society et en 2016 avec Leica. Baumann a exposé pour la première fois dans un musée à l'automne 2017 et son exposition sur les mustangs a été présentée au Musée d'histoire naturelle de Vienne.
Il a mis en scène en 2014 des personnalités germanophones telles que Michael Mittermeier, Jeanette Biedermann et Roberto Blanco pour l'organisation internationale de défense des animaux Vier Pfoten dans le cadre de la campagne More Humanity for Animals. Depuis 2016, il enseigne également à la Leica Academy dans le monde entier.
En 2017-2018, il témoigne pour Huawei international aux côtés de Robert Lewandowski. En 2018/2019, il présente son exposition Vienna au Grand Hôtel de Vienne et, en février 2019, sa première exposition se déroule en Australie.
Baumann est ambassadeur d'honneur auprès de Jane Goodall avec son épouse Nelly Baumann.
Ses photos sont régulièrement publiées dans des magazines tels que Playboy, FHM, GQ et Stern.

## Expositions et collections de musées
- 1995 : Exposition Nude à Toronto, Canada
- 2004 : Exposition Celebrities à Vienne, Salzbourg, Munich
- 2005 : Exposition Célébrités, voyages et nus
- 2007 : Exposition America à Vienne
- 2008 : Exposition Celebrities - Buch à Munich
- 2009 : Exposition Visions à Vienne, Graz, Munich, Los Angeles
- 2010 : Exposition à Francfort - Galerie Leica à Francfort[7]
- 2010 : Exposition à Londres - The Air Gallery[8]
- 2012 : invité vedette de la Photokina à Cologne (séances de photos en direct, ateliers et exposition de 130 lfm)[9]
- 2013 : Exposition Alive à Vienne
- 2014 : exposition Cliquez! À Hambourg[10]
- 2015 : Exposition LAStories à Schladming
- 2017 : Exposition Barcelona Saatchi Gallery
- 2017 : Exposition Galerie Leica The Collection
- 2017 : Exposition Mustang Musée d'histoire naturelle de Vienne[11]
- 2018 : Exposition Galerie Leica de Salzbourg Mon monde de la photographie
- 2018 : Exposition Photobastei Zurich La collection
- 2018 : Exposition Leica Gallery Los Angeles Mustangs
- 2018 : exposition de Vienna au Vienna Grand Hotel
- 2019 : Exposition The Collection à Sydney - Galerie Leica [12]
- 2019 : Exposition The Collection à Melbourne - Galerie Leica[1]
- 2019 : Exposition Vivez la forêt en hauteur en Allemagne - Forêt Noire.

## Ouvrages
- Juste Nue!, Frankfurt / Main, Maison d'édition Heel, 2002 (ISBN 3-89365-970-6).
- Fine art nu, Amstetten, Service des médias Stuttgart, 2005 (ISBN 3-902211-30-X).
- Célébrités, Neckenmarkt, Maison d'édition Novum, 2008 (ISBN 3-85022-580-1).
- Top 20 filles 2008, Calendrier du pavot (ISBN 3-8318-1288-8).
- Vision érotique, Édition Skylight, Oetwil am See, 2009 (ISBN 3-03766-596-3).
- Manfred Baumann - Photography, Vienne, auto-publié, 2010 (ISBN 978-3-200-01840-2).
- Calendrier Manfred Baumann, 2011 (ISBN 978-3-200-01958-4).
- Travail de caméra sexy, Edition Skylight, Oetwil am See, 2012 (ISBN 978-3-03766-633-3).
- Calendrier Manfred Baumann, 2012.
- Calendrier Manfred Baumann, 2013 (ISBN 978-3-99018-140-9).
- LIVE, Bucher Verlag, Hohenems, 2013 (ISBN 978-3-99018-186-7).
- Vieux monde, nouveau monde, Hambourg, National Geographic, 2013 (ISBN 978-3-86690-365-4).
- LAStories, Vienne, echomedia, 2014 (ISBN 978-3-902900-65-4).
- Fin de la ligne: Le dernier voyage des condamnés à mort à l'exécution, Neckenmarkt, Novum Verlag, 2015 (ISBN 3-99048-508-3).
- mon monde de la photographie 1991-2016, Neckenmarkt, Novum Verlag, 2016 (ISBN 3-99048-638-1).
- Mustangs, Neckenmarkt, maison d'édition novum pro, 2017 (ISBN 978-3-99064-073-9).
- Vienne, Édition Roesner, Krems sur le Danube en, 2018 (ISBN 978-3-903059-75-7).